# 憲法記念日 (日本)

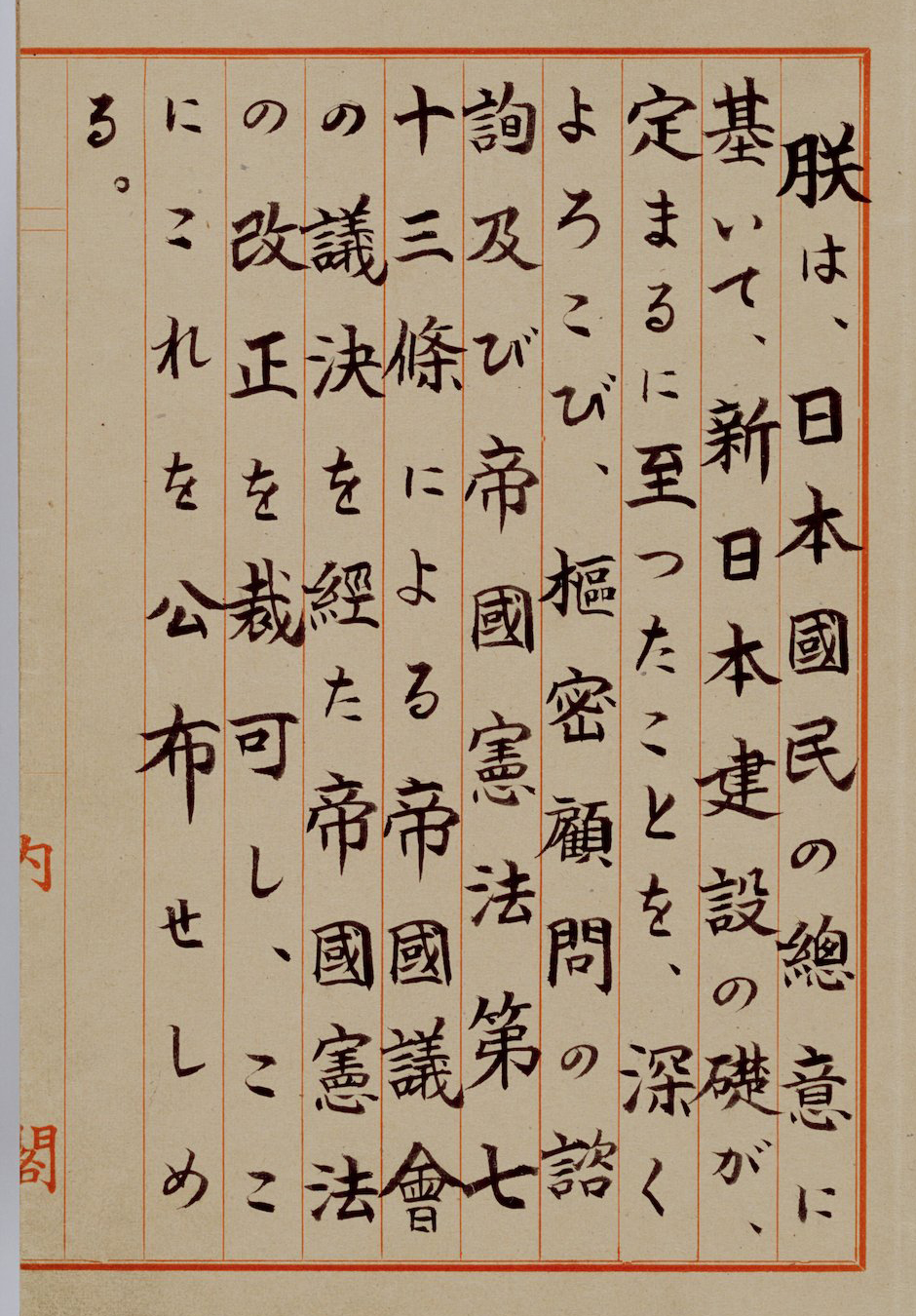
日本国憲法原本「上諭」（1頁目）

憲法記念日（けんぽうきねんび、英語：Constitution Memorial Day）は、日本の国民の祝日の一つ。日付は5月3日。国民の祝日に関する法律（祝日法、昭和23年7月20日法律第178号）では「日本国憲法の施行を記念し、国の成長を期する」ことを趣旨としている。
1946年（昭和21年）11月3日に公布された日本国憲法が1947年（昭和22年）5月3日に施行されたことを記念して、1948年（昭和23年）に公布・施行された祝日法によって制定された。ゴールデンウィークを構成する日の一つでもある。
海上自衛隊では、基地・一般港湾等に停泊している自衛艦において満艦飾が行われる。
憲法記念日になると、改憲派、護憲派がそれぞれ憲法改正に関する世論調査や講演会、集会・シンポジウムなどを行っている。

## 日本国憲法の公布日・施行日を巡る議論

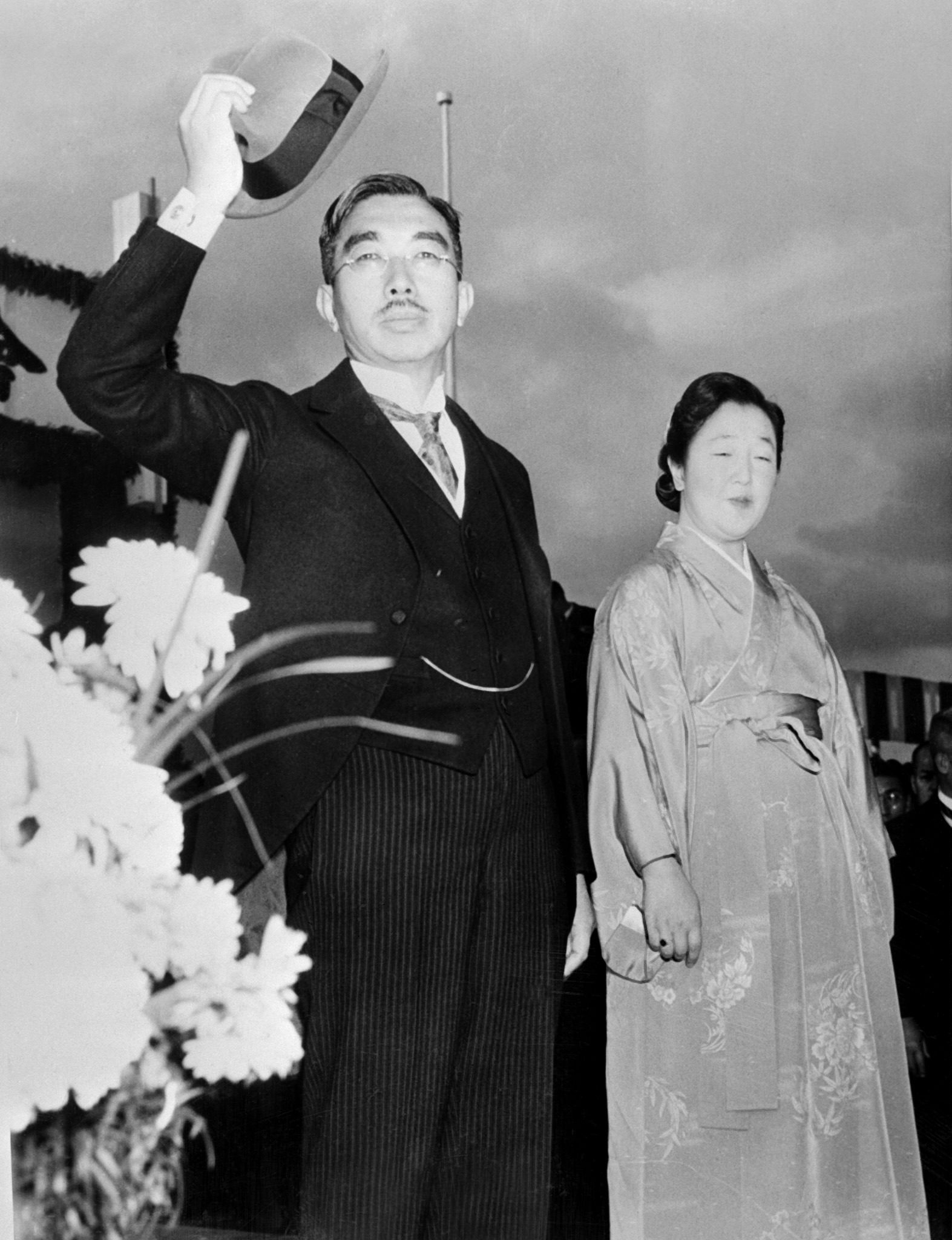
1946年11月3日、皇居前広場で執り行われた「日本国憲法公布記念祝賀都民大会」で、都民の歓呼に応える昭和天皇と宮中服姿の香淳皇后

日本国憲法の公布日及び施行日については、その日をいつにするか議論があった。当時の内閣法制局長官であった入江俊郎は、後にこの間の経緯について次のように記している。
なお、この閣議における議論に先だって、GHQ民政局の内部では、「11月3日」は公布日として相応しくない旨を日本国政府に非公式に助言すべきであるとの意見もあった。また、対日理事会の中華民国代表も、1946年（昭和21年）10月25日、ジョージ・アチソン対日理事会議長に書簡を送り、明治時代に日本が近隣諸国に対して2回の戦争を行ったことを挙げ、民主的な日本の基礎となる新憲法の公布を祝うため、より相応しい日を選ぶよう日本政府を説得すべきであると主張した。しかし、アチソンは、同年10月31日の返信で、「11月3日」が公布日とされたことに特に意味はなく、日本政府の決定に介入することは望ましくないと書き送った。
こうして、日本国憲法は、1946年（昭和21年）の「11月3日」に公布、1947年（昭和22年）の「5月3日」に施行となった。

## 「憲法記念日」を巡る議論
1947年（昭和22年）5月3日、日本国憲法が施行され、皇居前広場では昭和天皇臨席の下、政府主催による「日本国憲法施行記念式典」が行われ、午後には帝国劇場で憲法普及会（芦田均会長）の主催による「新憲法施行記念祝賀会」が盛大に行われた。
翌年の1948年（昭和23年）、新憲法に基づく新たな国にふさわしい祝日を定めるため、「国民の祝日に関する法律」案の審議が行われた。同法の審議は、新憲法に基づいて設置された国会の衆議院と参議院で、それぞれ文化委員会において行われた。当初、「憲法記念日」について、衆議院では施行日の「5月3日」、参議院では公布日の「11月3日」とする意見が多かった。参議院は先に審議を行った衆議院の意見を尊重して、「5月3日」を憲法記念日とする法案を可決した。
なお、日本国憲法の公布日である11月3日は、文化の日となっている。法案を審議した参議院文化委員会の委員長を務めた山本勇造議員（作家の山本有三）は、「この日は、憲法において、如何なる國もまだやつたことのない戰爭放棄ということを宣言した重大な日でありまして、日本としては、この日は忘れ難い日なので、是非ともこの日は残したい。そうして戰爭放棄をしたということは、全く軍國主義でなくなり、又本当に平和を愛する建前から、あの宣言をしておるのでありますから、この日をそういう意味で、「自由と平和を愛し、文化をすすめる。」、そういう「文化の日」ということに我々は決めたわけなのです。」と説明している。ただ、「併し心持からすると、本当は我々は今も尚実際憲法記念日にして置きたいのでありますけれども…」とも述べている。